# Queer
Pour les articles homonymes, voir Queer (homonymie).
Queer est un mot emprunté de l'anglais ; signifiant à l'origine « étrange », « peu commun » ou « bizarre ». Il est utilisé de manière péjorative, neutre ou méliorative pour désigner tout ou partie des minorités sexuelles et de genres, c'est-à-dire les personnes ayant une identité de genre non cisgenre ou ayant une orientation sexuelle différente de l'hétérosexualité.

## Histoire

### En anglais
Le mot anglais queer est utilisé jusqu'à la fin du XIXe siècle dans les pays anglophones pour signifier ce qui est bizarre, étrange, malade ou anormal. Ce sens, toujours utilisé, s'étend, à partir de la fin du XIXe siècle pour désigner péjorativement les minorités sexuelles et de genre, c'est-à-dire les personnes qui dévient de la norme sexuelle (queer comme « déviant »). Rapidement, le terme est récupéré par ces mêmes minorités pour se désigner elles-mêmes, en particulier les hommes homosexuels, qui y voient non pas une connotation négative mais au contraire neutre (queer comme « différent ») ou positive (queer comme « spécial »).
Dans les années 1920 et 1930, queer prend un nouveau sens, une partie des hommes homosexuels anglophones utilisant ce terme pour se différencier des homosexuels efféminés, les « fairies » : dans ce sens, queer signifie l'homosexuel respectable, c'est-à-dire de classe moyenne et d'apparence discrète.
Après la seconde guerre mondiale, toujours dans le monde anglophone, le terme queer tombe en désuétude dans son sens d'autonomination par les minorités sexuelles. Il n'est plus employé, dans les années 1960 et 1970, que par les homosexuels les plus âgés, les plus jeunes lui préférant le terme « gay ». Cette préférence est elle-aussi motivée par une distanciation, cette fois double : par rapport aux fairies, mais aussi par rapport à la génération précédente.

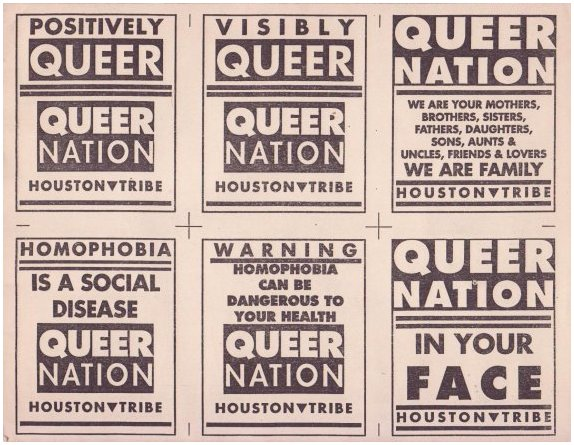
Différentes affiches de la.

Le terme queer prend une nouvelle dimension en 1990 et l'apparition du groupe Queer Nation (en) dont les actions visent à améliorer la visibilité des minorités sexuelles et de genre et de lutter contre l'homophobie. L'utilisation du terme queer est alors une stratégie politique assumée, celle de se désigner par l'insulte (queer comme « nous que vous nommez déviants ») et ainsi de refuser de cacher son identité en échange d'une forme de respectabilité.
Ce groupe redonne à la fois une nouvelle jeunesse à l'utilisation de queer comme terme d'autonomination, mais lui apporte de nouvelles connotations : d'une part, en raison de l'approche intersectionnelle de Queer Nation, queer se retrouve associé aux luttes politiques radicales, à la lutte contre le sexisme et à l'antiracisme ; d'autres part, queer se retrouve utilisé comme contrepoint révolutionnaire, aux identités « gay » et « lesbienne », qui se retrouvent alors colorées, pour une partie des minorités sexuelles, de connotations excluantes et figées associées aux classes moyennes blanches. Dans cette perspective, queer est pensé comme à la fois plus inclusif de la multiplicité des minorités de genre, notamment les personnes bisexuelles, trans, mais aussi lesbiennes butch, lesbiennes fem, et hommes gays efféminés, mais surtout comme une perspective radicale visant à la destruction des normes sexuelles, culturelles et sociales oppressives plutôt que leur aménagement.
Pour la professeure d'études de genre et de littérature Heather Love, la réutilisation du terme queer, c'est-à-dire la récupération d'une insulte, permet de souligner l'importance de la violence et de la stigmatisation dans l'expérience des minorités sexuelles et de genre.
Au tournant du XXIe siècle, le terme queer rentre dans le vocabulaire mainstream, ce dont témoignent l'arrivée en 1999 de la série Queer as Folk et de l'émission de téléréalité Queer Eye for the Straight Guy en 2003 : le journaliste Yusuf Tamanna note que pour ces exemples l'utilisation du terme queer dans un contexte grand public signifie en réalité homosexualité blanche de classes supérieures.
Malgré ces évolutions et enrichissements multiples de sens pendant près d'un siècle, le sens péjoratif de queer demeure encore dans les années 2010 et 2020, au point qu'il soit évité par une partie de la communauté LBGT+, en particulier la plus âgée, en raison d'un véritable traumatisme associé à ce mot,.

### En français
Le mot « queer » apparaît en français par transfert linguistique à la fin du XXe siècle, dans son double sens de désignation large des minorités sexuelles et de genre et de terme aux connotations politiques. Par opposition à ce terme ou par souhait de le traduire, l'expression « transpédégouine » est aussi utilisée,.

## Périmètre

### Comme synonyme de la diversité sexuelle et de genre
Le terme « queer » est employé depuis les années 1990 pour désigner l'ensemble de la diversité sexuelle et de genre, et en particulier les personnes lesbiennes, gays, bisexuelles, transgenres, intersexes et asexuelles (LGBTIA). Pour le professeur de sociologie Chacha Enriquez, « l’idée, c’est de sortir du mouvement uniquement gay et lesbien pour former une coalition des groupes et personnes marginalisés et opprimés sur l’axe sexe-genre-sexualité ».

### Comme existence en dehors de normes

#### Normes de genre
Le terme « genderqueer », ou « de genre queer » au Québec, peut à la fois être un synonyme de non-binaire, mais aussi avoir un sens plus restreint et désigner une identité non-binaire particulière basée sur la remise en cause des normes sociales.
La mode queer est la mode propre aux personnes queer et non-binaires allant au-delà des normes de style courantes qui associent généralement certaines couleurs et formes à l'un des deux genres binaires. La mode queer vise à être perçue par les consommateurs comme un style de mode promouvant le choix de vêtements en fonction des différentes formes corporelles des personnes plutôt qu'en fonction des normes vestimentaires déterminées par le genre.

#### Normes relationnelles
Une relation platonique queer est une forme de relation intime (en) qui, bien qu'elle ne soit pas de nature romantique, implique toutefois une forme d'engagement. Cet engagement les éloigne ainsi de l'amitié pour les rapprocher des relations amoureuses. Pour Julie Sondra Decker, ce qui définit l'attraction queerplatonique est sa position ambiguë par rapport aux catégories normatives : « c'est une relation platonique, mais elle est queer d'une certaine manière - pas des amis, pas des partenaires romantiques, mais autre chose » .
L'anarchie relationnelle est la pratique ou la conviction que les relations ne doivent pas être liées par des règles autres que celles sur lesquelles les personnes impliquées se sont mises d'accord. Si une personne anarchiste relationnelle a de multiples partenaires intimes, cela peut être considéré comme une forme de polyamour, mais le concept d'anarchie relationnelle se distingue du polyamour en postulant qu'il n'est pas nécessaire de faire de distinction formelle entre relations sexuelles, romantiques, intimes, ou platoniques. Ce mode relationnel est souvent pensé comme queer, en particulier comme mise en pratique de l'anarchisme queer, par remise en cause de la norme monogame.

### Comme distanciation critique par rapport au mouvement LGBT
Le queercore est un mouvement culturel et social qui prend naissance au milieu des années 1980 comme une branche isolée du punk. Il se caractérise par un dissentiment avec la société hétéronormative en général et un désaveu complet de la communauté gay et lesbienne établie. Le queercore s'exprime dans un style do it yourself à travers les fanzines, la musique, l'écriture, l'art et le cinéma.
En tant que genre musical, les paroles explorent les thèmes de la discrimination et des préjugés, et abordent des sujets tels que l'identité sexuelle, le genre et les droits des individus ; plus généralement, les groupes proposent une critique de la société à partir de leur position dans cette société. Les groupes queercore englobent différents genres tels que le synthpunk, le rock indépendant, la power pop, le no wave, le noise, la musique expérimentale, la musique industrielle et bien d'autres.

### Comme théorie philosophique: la théorie queer
La théorie queer est une théorie sociologique et philosophique qui postule que la sexualité et le genre d'un individu ne sont pas déterminés exclusivement par son sexe biologique, mais aussi par son environnement socio-culturel, par son histoire de vie ou par ses choix personnels.
Rattachée au post-structuralisme, elle critique principalement l'idée que le genre et l'orientation sexuelle seraient déterminés strictement par la génétique ou la biologie, mais aussi par d'autres facteurs, tel que la symbolique ou l'expérience personnelle, des variantes importantes pouvant exister chez ses théoriciens.
La théorie queer s'oppose aux féminismes essentialiste ou différentialiste et se distingue parfois des structuralistes classiques. Cette théorie différencie le type sexuel biologique (mâle/femelle) du genre (masculin/féminin). Elle critique une société qui tendrait vers l'hétéronormativité, c'est-à-dire au mépris des individus n'adoptant pas l'hétérosexualité, voire qui poserait l'hétérosexualité comme un résultat naturel, inné ou encore comme une obligation morale, car une telle conception réduirait le genre au seul type sexuel acquis à la naissance.
Fortement influencée par le travail de Gloria Anzaldúa, d'Eve Kosofsky Sedgwick et de Judith Butler, la théorie queer s’appuie à la fois sur l'idée féministe selon laquelle la sexualité est une partie essentielle de la construction de soi, sur une conception moins normative du social et sur le droit au libre choix des comportements et des différences.

### Comme regroupement de personnes marginalisées
Michael Warner donne à « queer » le sens d'un cri de « ralliement des personnes marginalisées » : dans ce sens, Eve Kosofsky Sedgwick inclut ainsi dans queer non-seulement les personnes minorisées sur l'axe de la sexualité ou de l'identité de genre, mais aussi celles qui le sont par « la langue, la peau, la migration ou l'État ».
Dans un contexte de mainstreamisation de la culture et du mouvement LGBT, cette ouverture de queer à d'autres identités que les minorités sexuelles et de genre pose question ; ainsi, le militant français Matthieu Foucher en dit « Le queer devient en effet une sorte de fourre-tout où s'engouffrent aussi les artistes et les publics hétéros. Tout devient queer, mais paradoxalement on entend peu les pédés politisés, on ne voit plus les personnes qui ont besoin du queer, celles qui ont forgé cet outil parce que ce mot les désignait en premier lieu, qui le savent et le vivent de manière parfois violente. Je m'interroge sur cette appropriation et confiscation du mot queer ».

#### En anglais
- (en) Meg-John Barker, Julia Scheele,  Queer : A Graphic History, 2016.
- (en) Sara Ahmed, Queer Phenomenology, Durham, Duke University Press, 2006.
- (en) Sheila Jeffreys, Unpacking Queer Politics, Cambridge, Polity Press (en), 2003.

(en) David V. Ruffolo :
- - Post-queer Politics, Farnham (Angleterre), Ashgate (en), 2009.
  - « Queer Performativity », GLQ, vol. 1, no 1, 1993, p. 1-16.
- (en) Michael Warner (en), Fear of a Queer Planet. Queer Politics and Social Theory. Minneapolis: University of Minnesota Press, 1994
- (en) Judith Butler :
  - Bodies that Matter: On the Discursive Limits of "Sex". New York & London: Routledge, 1993.
  - Gender Trouble: Feminism and the Subversion of Identity. Thinking Gender. New York & London : Routledge, 1990.
- (en) Teresa de Lauretis, « Queer Theory, Lesbian and Gay Studies: An Introduction » in Differences: A Journal of Feminist Cultural Studies 3/2 (Summer 1991 ; special issue), iii-xviii

#### En français
- Quentin Petit Dit Duhal, Art queer. Histoire et théorie des représentations LGBTQIA+, Joinville-le-Pont, Double ponctuation, 2024  (ISBN 978-2-490855-61-2).
- Bernard Lafargue (dir.) et Cécile Croce (dir.), QueeRriser l'esthétique, puppa, coll. « Figures de l'art » (no 39), 2021 (ISBN 978-2-35311-128-2)
- Maxime Cervulle et Nick Rees-Roberts (en), Homo exoticus : race, classe et critique queer, préface de Richard Dyer, Paris, Armand Colin, 2010.
- Michael Lucey, Les Ratés de la famille. Balzac et les formes sociales de la sexualité, traduit par Didier Eribon, éditions Fayard, 2008

Un des exemples marquants de queer studies.
- Patrick Cardon, « La recette du Queer ou la machine à (dé)construire les identités (kaléidoscope) », La Ligne d’ombre, numéro 2, mai 2007.
- Javier Sáez, Théorie queer et psychanalyse, Paris, EPEL, 2005.
- Sam Bourcier, Queer Zones, Paris, Balland, 2001 ; rééd. revue et augmentée : Paris, Éditions Amsterdam, 2006
- « Queer : repenser les identités », Rue Descartes, no 40, mai 2003..
- François Cusset, Queer critics, la littérature déshabillée par ses homos-lecteurs, PUF, 2002.
- Monique Wittig, La Pensée straight (The Straight Mind and Other Essays, Boston, Beacon Press, 1992), Paris, Balland « modernes », 2001 ; rééd. en 2007 chez Éditions Amsterdam.